# MKK Siedlce
PGE MKK Siedlce – polski żeński klub koszykarski z siedzibą w Siedlcach, występujący w Tauron Basket Lidze Kobiet.

## Informacje ogólne
Dane kontaktowe
- Pełna nazwa: Miejski Klub Koszykówki Siedlce
- Adres: ul. Prusa 6, 08-110 Siedlce

Zarząd klubu
- Prezes zarządu: Wiesław Jacek Kałuski

## Sztab szkoleniowy
- I trener: Teodor Mołłow
- II trener:  Teohar Mołłow

## Skład w sezonie 2017-2018
Stan na 30 stycznia 2018, na podstawie.
| Nr | Poz. | Nar.    | Nazwisko i imię             | Data urodzenia | Wzrost | Masa ciała |
| -- | ---- | ------- | --------------------------- | -------------- | ------ | ---------- |
| 4  | SG   | Polska  | Paczóska, Dominika          | 1999-07-30     | 168 cm |            |
| 5  | PG   | Ukraina | Kondus, Wiktorija           | 1997-03-11     | 175 cm |            |
| 6  | PG   | Polska  | Trzeciak, Katarzyna         | 1992-06-24     | 172 cm |            |
| 7  | SF   | Ukraina | Hajiw, Tetiana              | 1988-05-04     | 177 cm |            |
| 9  | SF   | Ukraina | Mołłowa, Oksana             | 1988-09-18     | 186 cm |            |
| 10 | PF   | Polska  | Parysek-Bochniak, Magdalena | 1989-10-27     | 182 cm |            |
| 11 | SG   | Polska  | Artych, Katarzyna           | 1987-05-06     | 170 cm |            |
| 13 | PF   | Rosja   | Alikina, Kristina           | 1986-02-23     | 187 cm |            |
| 15 | SG   | Polska  | Mołłow, Magdalena           | 1994-05-11     | 177 cm |            |
| 16 | C    | Polska  | Żukowska, Paulina           | 1997-02-20     | 192 cm |            |
| 20 | SG   | Polska  | Stępień, Agata              | 1995-12-28     | 168 cm |            |
| 22 | G    | Serbia  | Dušanić, Latinka            | 1990-02-14     | 178 cm |            |
| 42 | PF   | Polska  | Lapszynski, Samantha        | 1994-07-12     | 190 cm |            |
| –  | PG   | Polska  | Paczkowska, Dominika        | 1993-06-20     | 170 cm |            |

Trener:  Teodor Mołłow
 Asystenci: Teohar Mołłow
W trakcie sezonu przyszli: Latinka Dušanić (2.01.2018)

W trakcie sezonu odeszli: Wiktorija Szmatowa (30.11.2017)